# Paternoy
Paternoy ist ein spanischer Ort in den Pyrenäen in der Provinz Huesca der Autonomen Gemeinschaft Aragonien. Paternoy gehört zur Gemeinde Bailo. Der Ort auf 730 Meter Höhe hat zurzeit keine Einwohner. 